# Richard Hauser (Musiker)
Richard Hauser (* 31. Dezember 1909 in Wien; † 17. Juli 1970 ebenda) war ein österreichischer Pianist und Musikpädagoge.

## Leben und Werk
Hauser studierte ab 1919 an der Wiener Musikakademie bei Josef Hofmann und Norbert Kahrer und ab 1925/1926 bei Paul Weingarten. Seine Diplomprüfung im Fach Klavier legte er 1931 ab. Von 1925 bis 1933 studierte er an der Schule für Musiktheorie in Wien bei Franz Schmidt. Ab 1925 folgten Vertiefungsstudien bei Arnold Schönberg, Anton von Webern und Emil von Sauer.
Von 1931 bis 1935 wirkte Hauser als Privatmusiklehrer und Konzertpianist. Von 1935 bis 1938 wirkte er am Neuen Wiener Konservatorium. Von 1945 bis 1947 wirkte er am inzwischen umbenannten Konservatorium der Stadt Wien. Von 1947 bis 1970 wirkte er an der Musikakademie Wien. 1965 wurde er dort Ordentlicher Professor.
Er wurde am Wiener Zentralfriedhof bestattet. Das Grab ist bereits aufgelassen.
Hauser wirkte vielfach als Juror bei internationalen Musikwettbewerben. Zu seinen Schülern gehörten Heinz Medjimorec, Karen De Pastel, Mitsuko Uchida und Carme Vilà.